# 신직수
신직수(申稙秀, 1927년 3월 21일~2001년 9월 9일)는 대한민국의 변호사 겸 정치인이다. 제11대 검찰총장, 제22대 법무부 장관, 제7대 중앙정보부장 등을 지냈다.

## 생애
본관은 평산(平山). 1927년 충청남도 서천에서 태어났다. 스무살때에 전주사범학교를 졸업하고, 스물한살때까지 미군정 시대에서 한햇동안 전주공립학교 교사로 있다가 교원직을 사퇴하고, 1948년부터 학업을 계속하면서, 1952년 한국대학(현재 서경대학교)의 법률학과에서 학사 학위를 취득했다. 1952년 육군 갑종사관 군법무관 장교로 임관한 후 1961년 12월 육군 소령으로 예편하였다. 이와 비슷한 때였던 군 장교 시절 시기에 박정희가 제5보병사단 사단장이었을 때 그의 법무참모를 지냈다. 1971년 5·16 군사 정변으로 들어선 국가재건최고회의에서 의장 법률고문을 맡았다. 1971년 12월 6일, 검찰총장에 임명되었고, 1973년 12월 4일에 중앙정보부장에 임명되었다. 1976년 코리아게이트 스캔들로 주미 한국대사관 참사관으로 있었던 중앙정보부 요원 김상근이 미국에 망명하자 1976년 12월 4일, 해임되었다.
1981년부터 일양합동법률사무소 대표변호사로 활동했다. 2001년 9월 9일 서울대학교병원에서 사망했다. 공직 시절 국가발전에 기여한 공로로 화랑무공훈장, 보국훈장 천수장, 청조근정훈장, 보국훈장 통일장, 중화민국 특종대수운마훈장 등을 받았다.

## 학력
- 1946년 전주사범학교 졸업
- 1952년 한국대학교[3][4] 법률학과 학사[5]
- 1953년 육군보병학교 졸업
- 1954년 육군정훈학교 졸업
- 1955년 육군포병학교 졸업
- 1958년 국방대학교 행정학사 3기

### 명예 박사 학위
- 핀들레이 대학교 명예 법학박사
- 한국외국어대학교 명예 법학박사

## 경력
- 1961년 국가재건최고회의 법률고문
- 1961년 서울중앙지방검찰청 검사
- 1963년 중앙정보부 차장
- 1963년 12월~1971년 6월 제11대 검찰총장
- 1971년 6월~1973년 12월 제22대 법무부 장관
- 1973년 12월~1976년 12월 제7대 중앙정보부장
- 1981년 일양합동법률사무소 변호사

## 논란
박정희 정부의 중앙정보부장 신직수는 1974년 3월 15일 대규모 간첩단 사건을 발표했다. 언론은 ‘울릉도 거점 간첩단 47명 검거’라고 제목을 달았다. ‘정부전복 획책…10여년간 암약’, ‘위장업체·서클 등 구성’, ‘지식층·군부 침투 기도’가 부제였다. 47명의 인적 사항과 얼굴 사진을 1면에 실었다. 하지만 울릉도 간첩단 사건은 조작이었다. 울릉도 주민과 1960년대 중반 일본 농업연수를 다녀온 전북 사람들을 억지로 엮어 중앙정보부가 고문으로 간첩단을 만들어낸 것이었다. 유신 정권의 대법원은 전영관·김용득·전영봉 세 사람에게 사형, 4명에게 무기징역, 나머지 피고인들에게 15년에서 1년까지의 징역형을 선고했다. 사형은 1977년 12월5일 집행되었다. 살아남은 사람들은 오랫동안 감옥생활과 보안관찰로 고통을 받았다.
피해자 한 사람이 2006년 진실화해위원회에 ‘진실규명’을 신청했다. 위원회는 2010년 ‘진실규명’을 결정했다. 자신감을 회복한 피해자들은 법원에 재심을 신청했다. 사형이 집행된 사람들을 포함해 19명이 지금까지 무죄를 선고받았다.

## 가계
| 관계   | 이름           | 출생일           | 사망일         | 활동사항                             |
| ------ | -------------- | ---------------- | -------------- | ------------------------------------ |
| 배우자 | 김순아(金順兒) | 1929년 10월 6일  | 2009년 7월 3일 | 국립대전현충원                       |
| 장남   | 신창균(申敞均) | 1950년 3월 27일  | -              | 동광기업 대표                        |
| 장녀   | 신연균(申硯均) | 1953년 2월 21일  | -              | 홍석현의 아내 기업인 이재용의 외숙모 |
| 차남   | 신헌(申獻)     | 1954년 9월 7일   | -              | 조혜진의 남편                        |
| 3남    | 신황균(申晃均) | 1957년 1월 10일  | 2019년 2월 5일 | 전 광륜상사 대표                     |
| 차녀   | 신선균         | 1961년 11월 28일 | -              | -                                    |
| 손자   | 신현성         | 1985년 11월 12일 | -              | 티켓몬스터 대표                      |

## 신직수를 연기한 배우
- 주호성 - 제4공화국(1995년) MBC 드라마

## 같이 보기
- 인혁당 사건
- 장준하